# 天主教拉伊教區
天主教拉伊教區（拉丁語：Dioecesis Laiensis）是乍得一個羅馬天主教教區，屬恩賈梅納總教區。
教區於1998年11月28日成立，位於坦吉萊區；2004年時有教友100,000人（佔轄區總人口17.4%）、十個堂區和十九名司鐸。現任教區主教為尼各老·納德日·巴布。